# Bernardo Espinosa
Bernardo José Espinosa Zúñiga (Cali, Kolumbia, 1989. július 11. –) kolumbiai labdarúgó, a Girona játékosa.

## Pályafutása

### Sevilla
Espinosa a Dos Hermanas San Andrés akadémiáján nevelkedett, majd 2006-ban a Sevillához került. A B-csapatban a 2007–08-as szezonban mutatkozott be, majd még három idényen keresztül szerepelt ott, a másodosztályban és a harmadosztályban szerepelve. Az első csapatban 2011. május 11-én, egy Osasuna ellen bajnokin mutatkozott be, végigjátszva a találkozót.
2011 nyarán a teljes 2011–12-es idényre kölcsönadták a Racing Santandernek. Pályafutása első profi gólját 2012. január 7-én, a Real Zaragoza ellen szerezte. Miután visszatért a Sevillához, nem kapott játéklehetőséget, ezért 2012. december 26-án a másodosztályban szereplő Sporting Gijónhoz szerződött.

### Sporting Gijón
2013. június 26-án Espinosa hároméves szerződést írt alá a Sporting Gijónnal. A 2014/15-ös szezon során mindössze egy bajnokit hagyott ki és három gólt szerzett, nagyban hozzájárulva csapata feljutásához az élvonalba. A következő évad második felét egy súlyos térdsérülés miatt kénytelen volt kihagyni.

### Middlesbrough
Miután lejárt a szerződése a Gijónnal, 2016. június 15-én három évre aláírt az angol Middlesbrough-hoz.

### Girona
2017. július 7-én aláírt a spanyol Girona FC együtteséhez.

### Espanyol
2019. július 6-án kölcsönbe került vásárlási opcióval az Espanyol csapatához.

### A válogatottban
2015 novemberében Espinosa behívót kapott a kolumbiai válogatottba, egy Argentína elleni vb-selejtezőre, de nem kapott játéklehetőséget.

## Külső hivatkozások
- Bernardo Espinosa pályafutásának statisztikái a Soccerbase oldalon (angolul)

- Bernardo adatlapja a Transfermarkt oldalán (angolul)